# ウラジーミル・アレクセーエヴィチ・キリリン
ウラジーミル・アレクセーエヴィチ・キリリン（ロシア語: Владимир Алексеевич Кириллин, 1913年1月20日 - 1999年1月29日）はエネルギー学と熱物理学を専門とするソビエト連邦の物理学者。ソビエト科学アカデミーの会員で、またソ連共産党の党員だった。

## 経歴
1936年にモスクワ電力工学研究所を卒業後、カシラ州地域発電所、Unifoldボイラー建設局で勤務し、1952年にはモスクワ電力工学研究所で教授に就任した。第二次世界大戦中は海軍に属していた。。
1954年から1962年にかけて、彼はソビエト科学高等教育省を長官を務めた。 1963から1965年まで、ソ連科学アカデミーの副総裁を務め、1965年にはソ連閣僚会議の副議長および科学技術大臣会長に任命された。 1966年にキリリンはソ連共産党の一員になった。 彼は、ソ連最高会議の第6回、第7回、第8回の会議で副議長を務めた。 彼は1951年にソ連国家賞を受賞し、1959年にレーニン賞をはじめ、レーニン勲章、労働赤旗勲章などの4つの勲章を授与された。
キリリンの科学研究は、固体、液体の水および水蒸気の熱物理学的特性に焦点を当てていた。 彼はまた、熱エネルギーを電気エネルギーに直接変換するための磁性流体発生装置を開発していた。
高温における多数の固体の熱力学的性質を研究するために、様々な物質、特に水および水蒸気、重水およびその蒸気の特性に関する熱物性に関する基礎的研究。科学的関心は、熱エネルギーを電気エネルギーに直接変換するための磁性流体力学的発電機の創造にも関連しており、超音波応力下で超長距離に大量のエネルギーを伝達する独自の技術を開発するために多くを行っている。